# Sicya diversicolor
Sicya diversicolor är en fjärilsart som beskrevs av W. Warren 1895. Sicya diversicolor ingår i släktet Sicya och familjen mätare. Inga underarter finns listade i Catalogue of Life.